# Liste der Baudenkmäler in Neuenkirchen (Kreis Steinfurt)
Die Liste der Baudenkmäler in Neuenkirchen (Kreis Steinfurt) enthält die denkmalgeschützten Bauwerke auf dem Gebiet der Gemeinde Neuenkirchen (Kreis Steinfurt) im Kreis Steinfurt in Nordrhein-Westfalen (Stand: 22.07.2013). Diese Baudenkmäler sind in der Denkmalliste der Gemeinde Neuenkirchen (Kreis Steinfurt) eingetragen; Grundlage für die Aufnahme ist das Denkmalschutzgesetz Nordrhein-Westfalen (DSchG NRW).

| Bild                                                       | Bezeichnung                                                | Lage                                       | Beschreibung | Bauzeit | Eingetragen seit | Denkmal- nummer |
| ---------------------------------------------------------- | ---------------------------------------------------------- | ------------------------------------------ | ------------ | ------- | ---------------- | --------------- |
| Herz-Jesu-Statue, Feldhof                                  | Herz-Jesu-Statue, Feldhof                                  | Grünanlage Feldhof                         |              |         | 04.11.1985       | 1               |
| Bildstock St. Anna, Dörper Berge                           | Bildstock St. Anna, Dörper Berge                           | Park Dörper Berge                          |              |         | 04.11.1985       | 2               |
| Kreuz am Feuerwehrhaus                                     | Kreuz am Feuerwehrhaus                                     | Friedenstr. 26 Karte                       |              |         | 04.11.1985       | 3               |
| Kreuz bei Hemelt,                                          | Kreuz bei Hemelt,                                          | Welsche Stiege 33 Karte                    |              |         | 04.11.1985       | 4               |
| Kreuz bei Reinke                                           | Kreuz bei Reinke                                           | Landersum 6 Karte                          |              |         | 04.11.1985       | 5               |
| Kreuz bei Sperfeld                                         | Kreuz bei Sperfeld                                         | Landersum 26 Karte                         |              |         | 04.11.1985       | 6               |
| weitere Bilder                                             | Bahnhof St. Arnold                                         | Emsdettener Str. 234 Karte                 |              |         | 28.04.1988       | 9               |
| Villa Hecking                                              | Villa Hecking                                              | A.-Hecking-Platz 1 Karte                   |              |         | 23.03.1989       | 10              |
| Wohnhaus Haverkock                                         | Wohnhaus Haverkock                                         | A.-Hecking-Platz 7 Karte                   |              |         | 04.07.1991       | 11              |
| weitere Bilder                                             | Kath. Pfarrkirche St. Anna                                 | Kirchplatz 1 Karte                         |              |         | 10.03.1992       | 12              |
| Wohnhaus Kerstiens                                         | Wohnhaus Kerstiens                                         | Hauptstraße 13 Karte                       |              |         | 17.03.1992       | 13              |
| Wohnhaus Kerstiens                                         | Wohnhaus Kerstiens                                         | Emsdettener Str. 45 Karte                  |              |         | 06.09.1999       | 14              |
| Wohnhaus Winsiffer                                         | Wohnhaus Winsiffer                                         | Emsdettener Str. 30 Karte                  |              |         | 15.05.2000       | 15              |
| Heiligenhäuschen                                           | Heiligenhäuschen                                           | Sutrum-Harum 2 Karte                       |              |         | 05.06.2000       | 16              |
| Wegekreuz                                                  | Wegekreuz                                                  | Nosterbrook 5 Karte                        |              |         | 05.06.2000       | 17              |
| Gedenkkreuz auf dem Dörper Berg                            | Gedenkkreuz auf dem Dörper Berg                            | Dörper Berg (nördlich des Bergweges) Karte |              |         | 05.06.2000       | 18              |
| Hofkreuz                                                   | Hofkreuz                                                   | Landersum 3 Karte                          |              |         | 05.06.2000       | 19              |
| Friedhofskapelle des Missionshauses in St. Arnold          | Friedhofskapelle des Missionshauses in St. Arnold          | Emsdettener Str. 242 Karte                 |              |         | 14.08.2000       | 20              |
| Grenze der ehemaligen Grafschaft Steinfurt in Clemenshafen | Grenze der ehemaligen Grafschaft Steinfurt in Clemenshafen | Grenze des OT Burgsteinfurt                |              |         | 28.06.2001       | 21              |
| weitere Bilder                                             | Portal des Missionshauses St. Arnold                       | Emsdettener Str. 242 Karte                 |              |         | 25.11.2008       | 22              |

## Bodendenkmäler
Als ortsfestes Bodendenkmal ist der Max-Clemens-Kanal in der Denkmalliste verzeichnet. In Neuenkirchen kreuzt die B70n seit Dezember 2013 den historischen Kanal. Die B70n wurde über eine Brücke geführt, die Kanal und Kanaldammstraße überspannt.

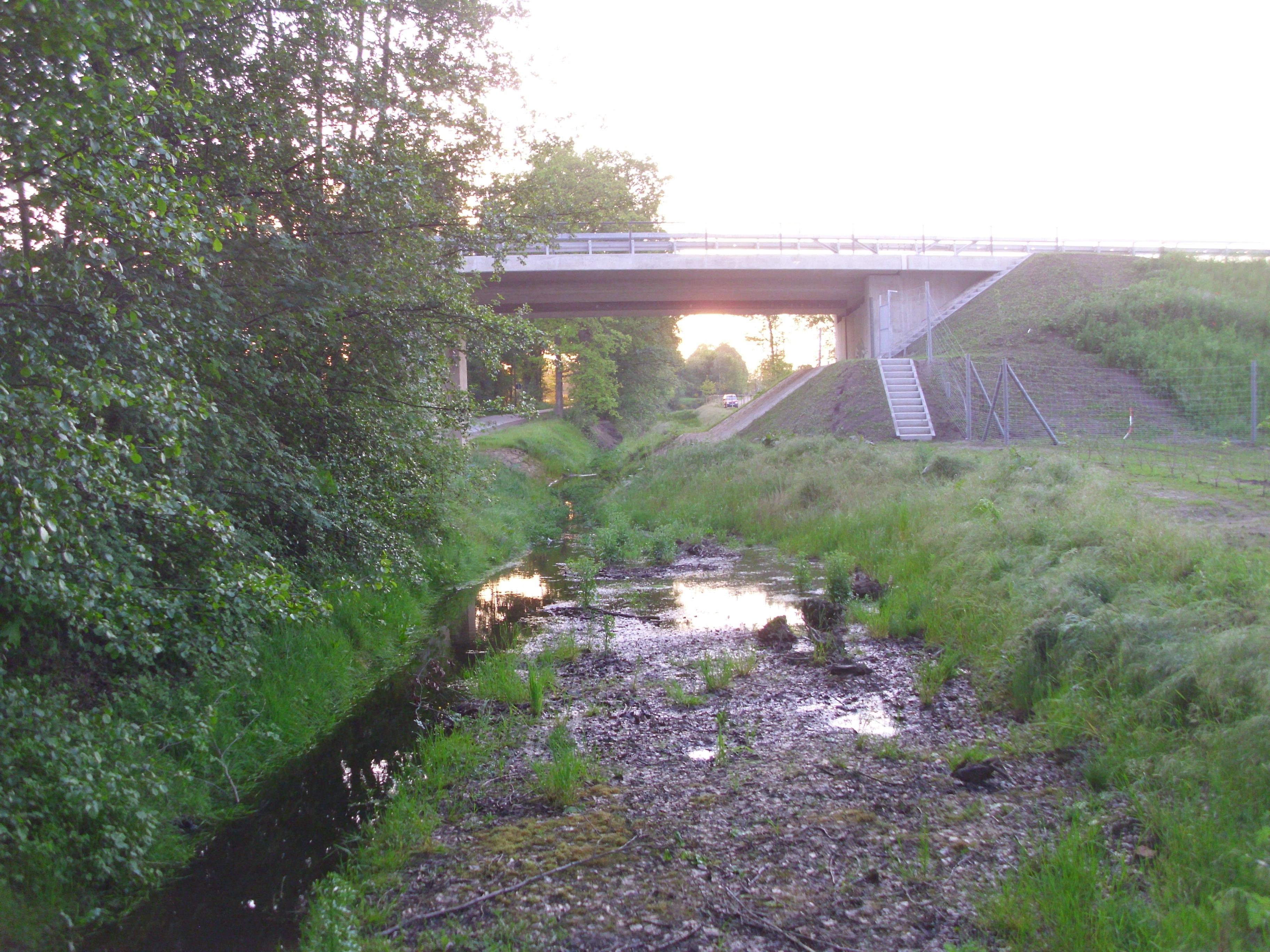

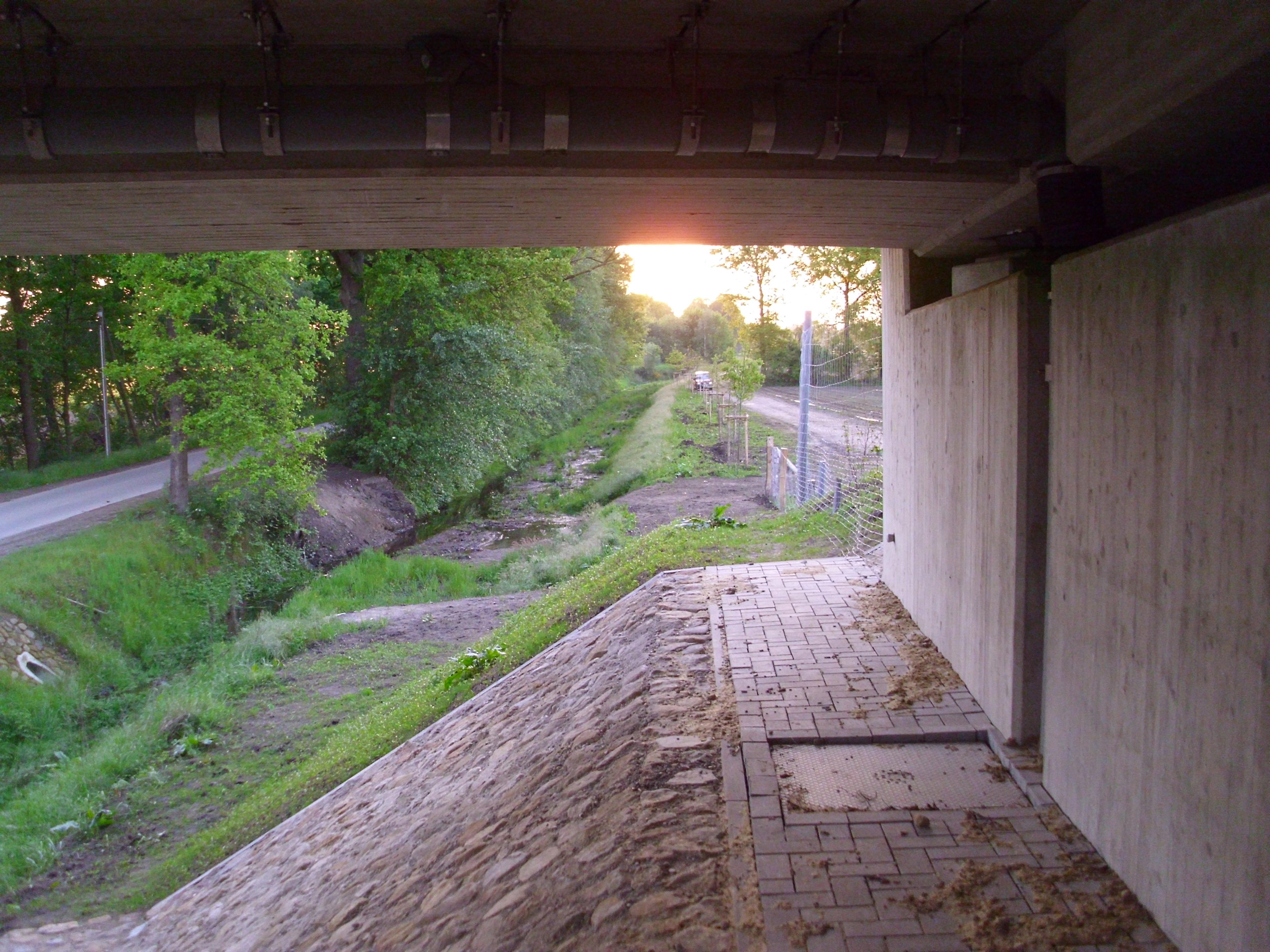